# Josef Kalasanský
Svatý Josef Kalasanský (španělsky José de Calasanz, v řeholi Giuseppe della Madre di Dio, 1556 nebo 1557, Peralta de la Sal, dnes Peralta de Calasanz, Aragonské království – 25. srpna 1648, Řím) byl římskokatolický kněz, teolog, pedagog, zakladatel a první generální představený řádu piaristů. 

## Životopis
V Barceloně vystudoval teologii a obhájil doktorskou disertaci. Roku 1583 byl vysvěcen na kněze. Od roku 1592 působil v Římě jako teolog  kardinála Marcantonia Colonny, kde se zabýval především bezplatným vyučováním chudých dětí. Roku 1597 otevřel svou první bezplatnou základní školu na faře při kostele sv. Doroty v Trastevere v Římě. V roce 1617 s přáteli založil společnost regulovaných kleriků a v roce 1621 se stal jejím prvním generálním představeným.
Byl osobním přítelem kardinála Františka Dietrichsteina, který jeho řád uvedl ještě za jeho života na Moravu (roku 1631 do Mikulova, jednalo se o první piaristickou kolej založenou mimo Itálii).

## Blahořečení a svatořečení
Josef Kalasanský byl blahořečen papežem Benediktem XIV. 18. srpna 1748 a kanonizován papežem Klementem XIII. 16. července 1767. V roce 1948 byl prohlášen patronem katolických základních škol. Jeho pamětní den v liturgii je 25. srpna.

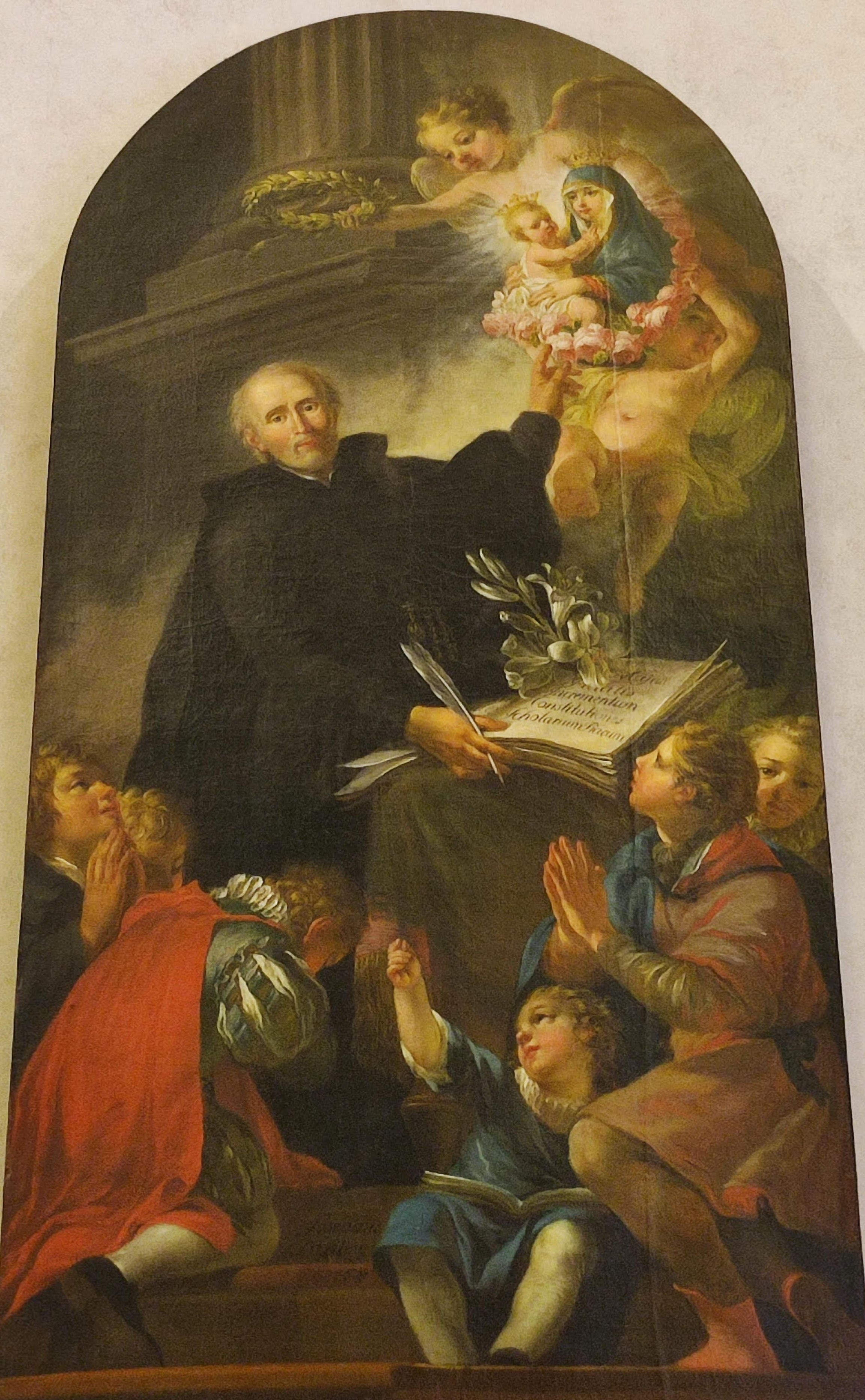
Sv. Josef Kalasanský s dětmi, obraz Josefa Mellinga piaristického kostela v Ostrově u Karlových Varů

## Ikonografie
Sv. Josef Kalasanský bývá vyobrazen v černé klerice nebo v černém taláru, má charakteristickou portrétní fyziognomii, s plnovousem sestříženým na krátko a krátkými, často bílými vlasy, na hlavě mívá černý kvadrátek. V ruce držívá knihu řeholních pravidel, do které zapisuje, lilii a je obklopen dětmi. Z epických scén bývá nejčastější Poslední přijímání.  K nejznámějšm obrazům tohoto tématu patří plátno Francesca Goyi pro piaristický kostel San Antón Abad v Madridu (repro v infoboxu). Posmrtná maska (odlitek) je uložen u sv.  Pantaleona v Římě. V kostelech mu bývají zasvěceny jen oltáře, sochy nebo obrazy. Kolej Colegio Calasancio-Escolapios je ve španělském  Bilbau.

## Úcta v českých zemích
- Oltář sv. Josefa Kalasanského s obrazem Josefa Mellinga v piaristickém kostele v Ostrově u Karlových Varů
- freska Josefa Ignáce Sadlera v piaristickém kostele ve Fulneku
- kostel sv. Josefa Kalasánského v Moravském Karlově